# Giōrgos Maurōtas
Giōrgos Maurōtas (IPA: [ˈʝorɣos mavroˈtas]) (in greco Γιώργος Μαυρωτάς?; Atene, 4 aprile 1967) è un ex pallanuotista greco.

## Biografia
Nel 1978, a soli undici anni, Mavrotas inizia la carriera di nuotatore nel Vouliagmeni: due anni dopo decide di dedicarsi alla pallanuoto, debuttando nel 1981 nel massimo campionato ellenico. Nel 1984 arriva l'esordio in Nazionale. Ha sempre giocato con il Vouliagmeni, vincendo 3 scudetti (1991, 1997 e 1998), 2 Coppe di Grecia (1996 e 1999) ed una Coppa delle Coppe nel 1997. Si è ritirato dall'attività agonistica nel 2002.

  
Con 511 presenze in Nazionale, Mavrotas detiene il record greco di presenze nelle rappresentative nazionali degli sport di squadra. Mavrotas è tra i pochi atleti ad aver partecipato a cinque diverse edizioni (1984, 1988, 1992, 1996 e 2000) dei Giochi olimpici, secondo solo al leggendario Manuel Estiarte. Ha vinto un argento in Coppa del Mondo, ad Atene nel 1997, in qualità di capitano della Nazionale.

Mavrotas è stato il primo pallanuotista greco ad esser convocato, nel 1999 per un'amichevole a Budapest, nella selezione mondiale. Nel 2001 ha ricevuto il premio dell'Associazione della stampa sportiva panellenica (PSAT). Dal 2003 è membro dell'Organizzazione greca anti-doping.

Ha frequentato l'istituto di ingegneria chimica al Politecnico nazionale di Atene (Εθνικό Μετσόβιο Πολυτεχνείο), conseguendo nel 2000 il dottorato in ricerca operativa. Dal 1994 è sposato con Fani Stathakopoulos, dalla quale ha avuto due figli, Leonidas e Ares.